# 南溪镇 (金寨县)
南溪镇，是中国安徽省六安市金寨县下辖的一个乡镇级行政单位。

## 行政区划
南溪镇共辖以下地区：
南溪镇下辖以下村级行政区划单位
南溪街道社区、南溪村、余山村、吴湾村、丁埠村、横畈村、门前村、曹畈村、麻河村、石寨村、南湾村和花园村。